# Olympische Sommerspiele 2000/Wasserspringen
Bei den XXVII. Olympischen Sommerspielen 2000 in Sydney fanden acht Wettbewerbe im Wasserspringen statt, je vier für Frauen und Männer. Auf dem Programm standen erstmals vier Synchronwettbewerbe. Austragungsort war das International Aquatic Centre im Sydney Olympic Park.

## Bilanz

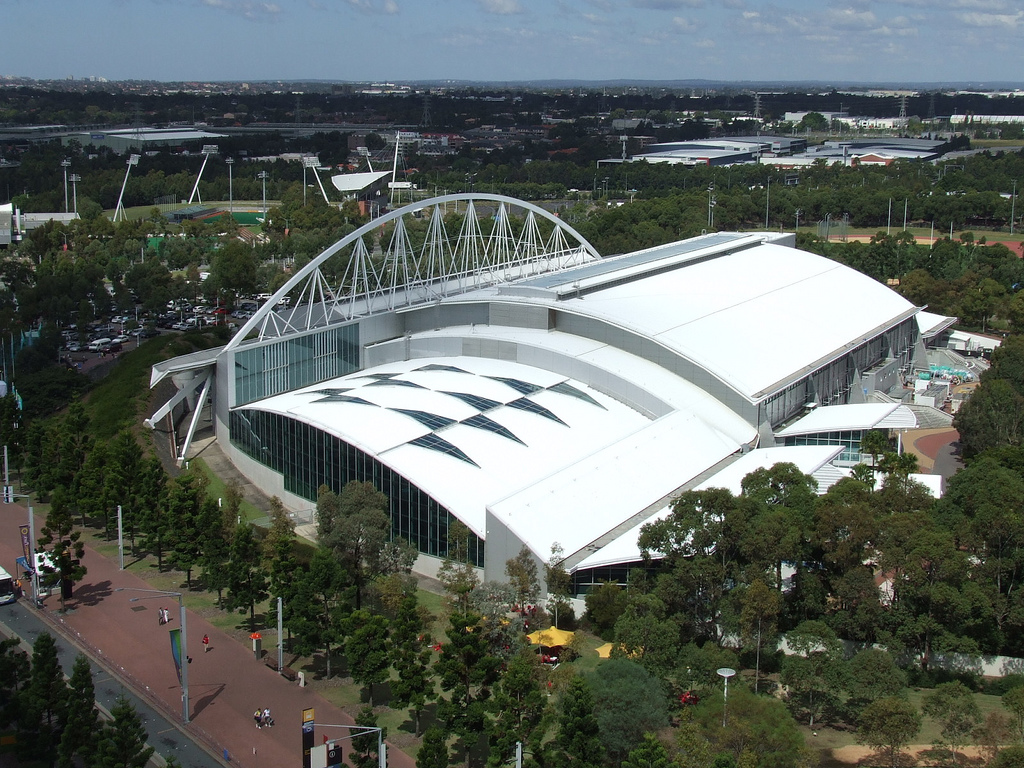
International Aquatic Centre

### Medaillenspiegel
| Platz | Land               | Gold | Silber | Bronze | Gesamt |
| ----- | ------------------ | ---- | ------ | ------ | ------ |
| 1     | China              | 5    | 5      | –      | 10     |
| 2     | Russland           | 2    | 1      | 2      | 5      |
| 3     | Vereinigte Staaten | 1    | –      | –      | 1      |
| 4     | Kanada             | –    | 1      | 1      | 2      |
| 5     | Mexiko             | –    | 1      | –      | 1      |
| 6     | Australien         | –    | –      | 2      | 2      |
| 6     | Deutschland        | –    | –      | 2      | 2      |
| 8     | Ukraine            | –    | –      | 1      | 1      |

### Medaillengewinner
| Konkurrenz            | Gold                         | Silber                            | Bronze                     |
| --------------------- | ---------------------------- | --------------------------------- | -------------------------- |
| Kunstspringen 3 m     | Xiong Ni                     | Fernando Platas                   | Dmitri Sautin              |
| Turmspringen 10 m     | Tian Liang                   | Hu Jia                            | Dmitri Sautin              |
| Synchronspringen 3 m  | Xiong Ni Xiao Hailiang       | Alexander Dobroskok Dmitri Sautin | Robert Newbery Dean Pullar |
| Synchronspringen 10 m | Igor Lukaschin Dmitri Sautin | Hu Jia Tian Liang                 | Jan Hempel Heiko Meyer     |

| Konkurrenz            | Gold                         | Silber                       | Bronze                        |
| --------------------- | ---------------------------- | ---------------------------- | ----------------------------- |
| Kunstspringen 3 m     | Fu Mingxia                   | Guo Jingjing                 | Dörte Lindner                 |
| Turmspringen 10 m     | Laura Wilkinson              | Li Na                        | Anne Montminy                 |
| Synchronspringen 3 m  | Wera Iljina Julija Pachalina | Fu Mingxia Guo Jingjing      | Olena Schupina Hanna Sorokina |
| Synchronspringen 10 m | Li Na Sang Xue               | Émilie Heymans Anne Montminy | Rebecca Gilmore Loudy Tourky  |

## Ergebnisse Männer

### Kunstspringen 3 m
| Platz | Land | Sportler             | Punkte |
| ----- | ---- | -------------------- | ------ |
| 1     | CHN  | Xiong Ni             | 708,72 |
| 2     | MEX  | Fernando Platas      | 708,42 |
| 3     | RUS  | Dmitri Sautin        | 703,20 |
| 4     | CHN  | Xiao Hailiang        | 671,04 |
| 5     | AUS  | Dean Pullar          | 647,40 |
| 6     | USA  | Troy Dumais          | 642,72 |
| 7     | USA  | Mark Ruiz            | 638,22 |
| 8     | JPN  | Ken Terauchi         | 634,47 |
| 9     | GER  | Stefan Ahrens        | 619,17 |
| 10    | GER  | Andreas Wels         | 616,53 |
|       |      |                      |        |
| 31    | AUT  | Richard Frece        | 328,68 |
| 45    | SUI  | Jean-Romain Delaloye | 292,68 |

Datum: 25. und 26. September 2000 

49 Teilnehmer aus 35 Ländern

### Turmspringen 10 m
| Platz | Land | Sportler           | Punkte |
| ----- | ---- | ------------------ | ------ |
| 1     | CHN  | Tian Liang         | 724,53 |
| 2     | CHN  | Hu Jia             | 713,55 |
| 3     | RUS  | Dmitri Sautin      | 679,26 |
| 4     | CAN  | Alexandre Despatie | 652,35 |
| 5     | JPN  | Ken Terauchi       | 636,90 |
| 6     | USA  | Mark Ruiz          | 625,92 |
| 7     | RUS  | Igor Lukaschin     | 624,51 |
| 8     | AUS  | Mathew Helm        | 618,24 |
|       |      |                    |        |
| 11    | GER  | Heiko Meyer        | 600,00 |
| 15    | GER  | Jan Hempel         | 582,90 |

Datum: 29. und 30. September 2000 

42 Teilnehmer aus 28 Ländern

### Synchronspringen 3 m
| Platz | Land | Sportler                             | Punkte |
| ----- | ---- | ------------------------------------ | ------ |
| 1     | CHN  | Xiong Ni Xiao Hailiang               | 365,58 |
| 2     | RUS  | Alexander Dobroskok Dmitri Sautin    | 329,97 |
| 3     | AUS  | Robert Newbery Dean Pullar           | 322,86 |
| 4     | USA  | Troy Dumais David Pichler            | 320,91 |
| 5     | MEX  | Fernando Platas Eduardo Rueda        | 317,70 |
| 6     | FRA  | Gilles Emptoz-Lacote Frédéric Pierre | 310,08 |
| 7     | GBR  | Tony Ally Mark Shipman               | 296,64 |
| 8     | ITA  | Nicola Marconi Donald Miranda        | 286,38 |

Datum: 28. September 2000 

16 Teilnehmer aus 8 Ländern

### Synchronspringen 10 m
| Platz | Land | Sportler                             | Punkte |
| ----- | ---- | ------------------------------------ | ------ |
| 1     | RUS  | Igor Lukaschin Dmitri Sautin         | 365,04 |
| 2     | CHN  | Hu Jia Tian Liang                    | 358,74 |
| 3     | GER  | Jan Hempel Heiko Meyer               | 338,88 |
| 4     | GBR  | Leon Taylor Peter Waterfield         | 335,34 |
| 5     | AUS  | Mathew Helm Robert Newbery           | 333,24 |
| 6     | UKR  | Olexandr Skrypnyk Roman Wolodkow     | 332,22 |
| 7     | USA  | David Pichler Mark Ruiz              | 321,69 |
| 8     | FRA  | Gilles Emptoz-Lacote Frédéric Pierre | 314,94 |

Datum: 23. September 2000 

16 Teilnehmer aus 8 Ländern

## Ergebnisse Frauen

### Kunstspringen 3 m
| Platz | Land | Sportlerin        | Punkte |
| ----- | ---- | ----------------- | ------ |
| 1     | CHN  | Fu Mingxia        | 609,42 |
| 2     | CHN  | Guo Jingjing      | 597,81 |
| 3     | GER  | Dörte Lindner     | 574,35 |
| 4     | RUS  | Julija Pachalina  | 570,42 |
| 5     | SWE  | Anna Lindberg     | 559,17 |
| 6     | RUS  | Wera Iljina       | 555,15 |
| 7     | AUS  | Chantelle Michell | 550,68 |
| 8     | USA  | Jenny Keim        | 534,18 |
|       |      |                   |        |
| 38    | SUI  | Catherine Aviolat | 204,06 |
| 43    | GER  | Conny Schmalfuß   | 089,46 |

Datum: 27. und 28. September 2000 

43 Teilnehmerinnen aus 28 Ländern

### Turmspringen 10 m
| Platz | Land | Sportlerin            | Punkte |
| ----- | ---- | --------------------- | ------ |
| 1     | USA  | Laura Wilkinson       | 543,75 |
| 2     | CHN  | Li Na                 | 542,10 |
| 3     | CAN  | Anne Montminy         | 540,15 |
| 4     | CHN  | Sang Xue              | 513,03 |
| 5     | CAN  | Émilie Heymans        | 511,92 |
| 6     | UKR  | Olena Schupina        | 489,09 |
| 7     | AUT  | Anja Richter          | 482,16 |
| 8     | RUS  | Swetlana Timoschinina | 478,89 |
|       |      |                       |        |
| 12    | GER  | Ute Wetzig            | 438,24 |
| 20    | GER  | Ditte Kotzian         | 265,32 |
| 37    | AUT  | Marion Reiff          | 206,57 |

Datum: 22. und 24. September 2000 

40 Teilnehmerinnen aus 24 Ländern

### Synchronspringen 3 m
| Platz | Land | Sportlerinnen                          | Punkte |
| ----- | ---- | -------------------------------------- | ------ |
| 1     | RUS  | Wera Iljina Julija Pachalina           | 332,64 |
| 2     | CHN  | Fu Mingxia Guo Jingjing                | 321,60 |
| 3     | UKR  | Olena Schupina Hanna Sorokina          | 290,34 |
| 4     | AUS  | Chantelle Michell Loudy Tourky         | 283,05 |
| 5     | CAN  | Eryn Bulmer Blythe Hartley             | 279,00 |
| 6     | MEX  | María José Alcalá Jashia Luna          | 273,84 |
| 7     | GER  | Dörte Lindner Conny Schmalfuß          | 263,76 |
| 8     | SUI  | Catherine Aviolat Jacqueline Schneider | 256,20 |

Datum: 23. September 2000 

16 Teilnehmerinnen aus 8 Ländern

### Synchronspringen 10 m
| Platz | Land | Sportlerinnen                                | Punkte |
| ----- | ---- | -------------------------------------------- | ------ |
| 1     | CHN  | Li Na Sang Xue                               | 345,12 |
| 2     | CAN  | Émilie Heymans Anne Montminy                 | 312,03 |
| 3     | AUS  | Rebecca Gilmore Loudy Tourky                 | 301,50 |
| 4     | AUT  | Marion Reiff Anja Richter                    | 294,00 |
| 5     | USA  | Jenny Keim Laura Wilkinson                   | 291,42 |
| 6     | RUS  | Jewgenija Olschewskaja Swetlana Timoschinina | 288,30 |
| 7     | FRA  | Odile Arboles-Souchon Julie Danaux           | 277,14 |
| 8     | MEX  | María José Alcalá Azul Almazán               | 264,30 |

Datum: 28. September 2000 

16 Teilnehmerinnen aus 8 Ländern